# Liste des routes d'État au Kansas
Les routes d'État au Kansas sont les routes entretenues par le Kansas Department of Transportation (KDOT) au Kansas. Elles sont numérotées avec le préfixe K-, par exemple K-10 ainsi que K-66.

## Liste des routes d'État
Par la loi du Kansas, aucune route d'État ne peut exister entièrement dans les limites d'une ville. Certaines routes ont dont été cédées aux villes, comme ce fût le cas pour le segment est de la K-150 dans la région de Kansas City. 
| Numéro | Longueur (mi) | Longueur (km) | Terminus sud / ouest                                               | Terminus nord / est                                                               | Créée | Notes                                                                             |
| ------ | ------------- | ------------- | ------------------------------------------------------------------ | --------------------------------------------------------------------------------- | ----- | --------------------------------------------------------------------------------- |
| K-1    | 13,36         | 21,51         | SH-34 à la frontière de l'Oklahoma près de Coldwater               | US 160 / US 183 près de Coldwater                                                 | 1926  |                                                                                   |
| K-2    | 61,52         | 99,00         | US 281 près de Hardtner                                            | K-42 près de Norwich                                                              | 1937  |                                                                                   |
| K-3    | 43,26         | 69,62         | K-47 près de Girard                                                | K-31 près de Blue Mound                                                           | 1927  |                                                                                   |
| K-4    | 369,08        | 593,98        | US 83 près de Scott City                                           | US 59 près de Nortonville                                                         | 1926  | Plus longue route d'état au Kansas                                                |
| K-5    | 24,07         | 38,74         | US 73 / K-7 à Leavenworth                                          | US 69 à Kansas City                                                               | 1926  |                                                                                   |
| K-7    | 240,61        | 387,22        | US 69 / K-7 à la frontière de l'Oklahoma près de Treece            | 703 Trail à la frontière du Nebraska près de White Cloud                          | 1926  |                                                                                   |
| K-8    | 17,25         | 27,77         | SH-8 à la frontière de l'Oklahoma près de Kiowa US 36 près d'Athol | K-2 à Kiowa N-10 à la frontière près d'Athol                                      | 1926  | Route à deux segments, l'un à l'extrême sud de l'état et l'autre à l'extrême nord |
| K-9    | 317,94        | 511,67        | K-123 près de Leoville                                             | US 73 près de Lancaster                                                           | 1927  |                                                                                   |
| K-10   | 36,61         | 58,92         | I-70 / Kansas Turnpike à Lawrence                                  | I-435 à Lenexa                                                                    | 1926  |                                                                                   |
| K-11   | 16,66         | 26,82         | US 54 / US 400 près de Kingman                                     | K-61 près d'Arlington                                                             | 2012  |                                                                                   |
| K-13   | 14,62         | 23,52         | US 24 à Manhattan                                                  | K-16 près de Westmoreland                                                         | 1926  |                                                                                   |
| K-14   | 219,28        | 352,89        | US 160 / K-2 à Harper                                              | N-14 à la frontière du Nebraska près de Mankato                                   | 1926  |                                                                                   |
| K-15   | 257,14        | 413,83        | SH-18 à la frontière de l'Oklahoma                                 | N-15 à la frontière du Nebraska                                                   | 1926  |                                                                                   |
| K-16   | 114,46        | 184,21        | US 77 à Randolph                                                   | US 24 / US 40 à Tonganoxie                                                        | 1935  |                                                                                   |
| K-18   | 206,00        | 331,52        | US 24 à Bogue                                                      | K-99 près de Wamego                                                               | 1926  |                                                                                   |
| K-19   | 33,92         | 54,58         | US 50 à Belpre                                                     | US 281 près de Seward                                                             | 1926  |                                                                                   |
| K-20   | 37,21         | 59,88         | US 75 près de Netawaka                                             | K-7 près de Bendena                                                               | 1927  |                                                                                   |
| K-22   | 3,09          | 4,97          | US 36 près de Haddam                                               | Limites de Haddam                                                                 | 1940  |                                                                                   |
| K-23   | 199,12        | 320,45        | SH-23 à la frontière de l'Oklahoma                                 | US 83 / K-383 près de Selden                                                      | 1927  |                                                                                   |
| K-25   | 238,26        | 383,44        | SH-136 à la frontière de l'Oklahoma                                | N-25 à la frontière du Nebraska près d'Atwood                                     | 1927  |                                                                                   |
| K-26   | 3,60          | 5,80          | US 166 / US 400 à Galena                                           | K-66 à Galena                                                                     | 1937  |                                                                                   |
| K-27   | 226,24        | 364,10        | US 56 près d'Elkhart                                               | N-27 à la frontière du Nebraska à Haigler, NE                                     | 1927  |                                                                                   |
| K-28   | 29,02         | 46,70         | K-14 à Jewell                                                      | K-9 près de Concordia                                                             | 1926  |                                                                                   |
| K-30   | 1,95          | 3,14          | I-70 / US 40 près de Maple Hill                                    | Limites de Maple Hill                                                             | —     |                                                                                   |
| K-31   | 134,00        | 216,00        | US 69 près de Fulton                                               | K-99 près d'Eskridge                                                              | 1926  |                                                                                   |
| K-32   | 32,20         | 51,82         | US 24 / US 40 près de Lawrence                                     | US 69 à Kansas City                                                               | 1927  |                                                                                   |
| K-33   | 10,41         | 16,75         | K-68 près de Rantoul                                               | US 56 près de Wellsville                                                          | 1926  |                                                                                   |
| K-34   | 29,26         | 47,09         | US 183 / US 160 près de Sitka                                      | US 400 près de Bucklin                                                            | 1937  |                                                                                   |
| K-39   | 65,03         | 104,66        | US 400 près de Fredonia                                            | K-7 près de Hiattville                                                            | 1926  |                                                                                   |
| K-41   | 4,96          | 7,98          | Limites de Delphos                                                 | US 81 près de Minneapolis                                                         | 1937  |                                                                                   |
| K-42   | 75,06         | 120,80        | US 281 dans les limites de Sawyer                                  | I-235 près de Wichita                                                             | 1926  |                                                                                   |
| K-43   | 20,72         | 33,34         | K-4 à Hope                                                         | I-70 / US 40 près de Detroit                                                      | 1926  |                                                                                   |
| K-44   | 24,67         | 39,71         | K-2 à Anthony                                                      | K-49 près de Caldwell                                                             | 1926  |                                                                                   |
| K-47   | 61,56         | 99,07         | US 400 à Fredonia                                                  | US 69 à Franklin                                                                  | 1927  |                                                                                   |
| K-49   | 35,35         | 56,90         | US 81 à Caldwell                                                   | K-42 près de Viola                                                                | 1927  |                                                                                   |
| K-51   | 79,10         | 127,29        | CR M à la frontière du Colorado                                    | US 83 près de Liberal                                                             | 1927  |                                                                                   |
| K-52   | 23,05         | 37,09         | US 59 / K-31 près de Kincaid                                       | Route 52 à la frontière du Missouri                                               | 1937  |                                                                                   |
| K-53   | 6,18          | 9,94          | US 81 près de Peck                                                 | K-15 à Mulvane                                                                    | 1927  |                                                                                   |
| K-55   | 12,05         | 19,39         | US 81 près de Belle Plaine                                         | K-15 à Udall                                                                      | 1927  |                                                                                   |
| K-57   | 31,20         | 50,21         | K-4 près de Dwight                                                 | US 77 près du Parc d'état de Milford près de Junction City                        | 1926  |                                                                                   |
| K-58   | 46,76         | 75,26         | K-99 près de Madison                                               | US 169 près de Colony                                                             | 2004  |                                                                                   |
| K-60   | 4,28          | 6,89          | US 36 près d'Almena                                                | K-383 près d'Almena                                                               | 1927  |                                                                                   |
| K-61   | 83,36         | 134,15        | US 54 / US 400 à Pratt                                             | I-135 / US 81 près de McPherson                                                   | 1927  |                                                                                   |
| K-62   | 13,40         | 21,47         | K-16 près de Soldier                                               | K-9 à Goff                                                                        | 1927  |                                                                                   |
| K-63   | 58,77         | 94,58         | US 24 à St. Marys                                                  | N-50 à la frontière du Nebraska près de Du Bois, NE                               | 1927  |                                                                                   |
| K-65   | 11,16         | 17,96         | K-3 près de Xenia                                                  | K-31 à Mapleton                                                                   | 1935  |                                                                                   |
| K-66   | 5,53          | 8,90          | US 400 / US 69 Alt. à Galena                                       | Route 66 à la frontière du Missouri près de Galena                                | 1985  | Ancienne US 66                                                                    |
| K-67   | 0,97          | 1,56          | US 36 / K-383 près de Norton                                       | Centre correctionnel de Norton                                                    | 1932  |                                                                                   |
| K-68   | 61,52         | 99,00         | US 75 / K-31 près de Lyndon                                        | Route 2 à la frontière du Missouri près de Louisburg                              | 1932  |                                                                                   |
| K-71   | 4,58          | 7,37          | K-63 près de Bern                                                  | Bern                                                                              | 1932  |                                                                                   |
| K-78   | 1,06          | 1,70          | Miller                                                             | US 56 près de Miller                                                              | 1932  |                                                                                   |
| K-79   | 3,56          | 5,73          | K-16 près de Circleville                                           | Limites de Circleville                                                            | 1932  |                                                                                   |
| K-80   | 3,82          | 6,14          | Limites de Morganville                                             | K-15 près de Morganville                                                          | 1932  |                                                                                   |
| K-82   | 21,08         | 33,92         | K-15 près de Wakefield                                             | US 24 près de Leonardville                                                        | 1932  |                                                                                   |
| K-84   | 0,88          | 1,42          | Penokee                                                            | US 24 près de Penokee                                                             | 1935  |                                                                                   |
| K-85   | 0,80          | 1,29          | Morland                                                            | US 24 près de Morland                                                             | 1935  |                                                                                   |
| K-87   | 8,60          | 13,80         | Vliets                                                             | US 36 près de Beattie                                                             | 1935  |                                                                                   |
| K-88   | 0,30          | 0,48          | Vermillion                                                         | K-9 près de Vermillion                                                            | 1935  |                                                                                   |
| K-89   | 1,51          | 2,44          | Halstead                                                           | US 50 près de Halstead                                                            | 1935  |                                                                                   |
| K-92   | 44,06         | 70,91         | K-4 près de Rock Creek                                             | Route 92 à la frontière du Missouri à Leavenworth                                 | 1926  |                                                                                   |
| K-94   | 10,78         | 17,35         | Clark County State Lake                                            | US 54 à Kingsdown                                                                 | 1962  |                                                                                   |
| K-95   | 6,59          | 10,61         | US 83 près de Scott City                                           | US 83 près d'Elkader                                                              | 1966  | Dessert le Parc d'état de Lake Scott                                              |
| K-96   | 300,20        | 483,13        | SH 96 à la frontière du Colorado près de Tribune                   | US 54 / US 400 à Wichita                                                          | 1926  |                                                                                   |
| K-98   | 9,05          | 14,56         | K-23 près de Meade                                                 | US 54 à Fowler                                                                    | 1956  |                                                                                   |
| K-99   | 234,47        | 377,35        | SH-99 à la frontière de l'Oklahoma près de Chautauqua              | N-99 à la frontière du Nebraska près de Summerfield                               | 1938  |                                                                                   |
| K-101  | 10,00         | 16,09         | US 166 près d'Edna                                                 | US 160 près de Mound Valley                                                       | 1937  |                                                                                   |
| K-102  | 5,00          | 8,05          | Limites de West Mineral                                            | K-7 à Scammon                                                                     | 1940  |                                                                                   |
| K-103  | 6,98          | 11,23         | K-7 près de Cherokee                                               | US 69 / US 160 / US 400 près de Weir                                              | 1940  |                                                                                   |
| K-104  | 2,28          | 3,66          | K-4 près d'Assaria                                                 | I-135 / US 81 près de Mentor                                                      | 1967  |                                                                                   |
| K-105  | 10,43         | 16,78         | Parc d'état de Toronto                                             | US 54 près de Toronto                                                             | 1941  |                                                                                   |
| K-106  | 16,25         | 26,16         | K-18 près de Tescott                                               | Ottawa State Fishing Lake                                                         | 1944  |                                                                                   |
| K-110  | 1,76          | 2,83          | US 36 près d'Axtell                                                | Limites d'Axtell                                                                  | 1948  |                                                                                   |
| K-111  | 5,33          | 8,58          | Limites de Kanopolis                                               | K-156 près d'Ellsworth                                                            | 1948  |                                                                                   |
| K-112  | 2,48          | 4,00          | US 36 près d'Esbon                                                 | Limites d'Esbon                                                                   | 1950  |                                                                                   |
| K-113  | 5,63          | 9,06          | K-18 à Manhattan                                                   | US 24 entre Tuttle Creek Lake et Manhattan                                        | 1936  |                                                                                   |
| K-114  | 0,90          | 1,40          | Ogden                                                              | K-18 près d'Ogden                                                                 | 1973  |                                                                                   |
| K-115  | 0,65          | 1,05          | Palmer                                                             | K-9 / K-15 près de Palmer                                                         | 1946  |                                                                                   |
| K-116  | 26,15         | 42,08         | K-16 / US 75 à Holton                                              | US 59 près de Cummings                                                            | 1937  |                                                                                   |
| K-117  | 11,98         | 19,28         | US 36 près de Herndon                                              | N-17 à la frontière du Nebraska près de Herndon                                   | 1937  |                                                                                   |
| K-119  | 0,76          | 1,23          | K-9 / K-148 près de Greenleaf                                      | Greenleaf                                                                         | 1947  |                                                                                   |
| K-120  | 9,13          | 14,69         | K-20 près de Severance                                             | Main Street à Highland                                                            | 1945  |                                                                                   |
| K-123  | 5,54          | 8,92          | K-23 près de la limite des comtés de Decatur et de Sheridan        | K-383 à Dresden                                                                   | 1940  |                                                                                   |
| K-126  | 26,92         | 43,32         | US 400 près de McCune                                              | Route 126 à la frontière du Missouri près de Pittsburg                            | 1945  |                                                                                   |
| K-128  | 36,89         | 59,36         | US 24 à Waconda Lake                                               | N-78 à la frontière du Nebraska près de Burr Oak                                  | 1937  |                                                                                   |
| K-130  | 7,82          | 12,58         | Hartford                                                           | I-35 / US 50 près de Neosho Rapids                                                | 1951  |                                                                                   |
| K-131  | 0,52          | 0,84          | Lebo                                                               | I-35 / US 50 près de Lebo                                                         | 1949  |                                                                                   |
| K-136  | 0,32          | 0,52          | Troy                                                               | US 36 près de Troy                                                                | 2004  |                                                                                   |
| K-137  | 0,25          | 0,40          | Purcell                                                            | K-20 à Purcell                                                                    | 1952  |                                                                                   |
| K-138  | 1,09          | 1,75          | I-70 / US 40 près de Paxico                                        | Paxico                                                                            | 1952  |                                                                                   |
| K-139  | 1,00          | 1,61          | Limites de Cuba                                                    | US 36 près de Cuba                                                                | 1954  |                                                                                   |
| K-140  | 33,22         | 53,47         | K-14 à Ellsworth                                                   | I-135 / US 81 à Salina                                                            | 1968  | Ancien tracé de la US 40S (puis US 40)                                            |
| K-141  | 13,470        | 21,68         | K-4 près de Marquette                                              | K-140 près de Carneiro                                                            | 1956  |                                                                                   |
| K-143  | 4,66          | 7,50          | I-70 / US 40 à Salina                                              | US 81 près de Salina                                                              | 1981  |                                                                                   |
| K-144  | 16,83         | 27,08         | US 83 / US 160 dans le centre du comté de Haskell                  | US 56 entre Copeland et Montezuma                                                 | 1957  |                                                                                   |
| K-146  | 15,56         | 25,05         | US 59 près d'Erie                                                  | K-3 près de Brazilton                                                             | 1956  |                                                                                   |
| K-147  | 25,93         | 41,73         | K-4 près de Brownell                                               | Old US 40 à Ogallah                                                               | 1956  |                                                                                   |
| K-148  | 86,67         | 139,47        | K-28 près de Randall                                               | N-112 à la frontière du Nebraska près de Hanover                                  | 1956  |                                                                                   |
| K-149  | 6,10          | 9,81          | US 56 entre Delavan et Wilsey                                      | K-4 près de l'Aéroport municipal de Herington                                     | 1957  |                                                                                   |
| K-150  | 16,65         | 26,79         | US 56 / US 77 près de Marion                                       | US 50 près d'Elmdale                                                              | 1937  |                                                                                   |
| K-152  | 12,92         | 20,79         | K-7 près de Parker                                                 | US 69 près de Linn Valley                                                         | 1977  |                                                                                   |
| K-153  | 3,45          | 5,55          | K-61 près de McPherson                                             | US 56 à McPherson                                                                 | 1968  |                                                                                   |
| K-156  | 175,66        | 282,70        | US 50 Bus. à Garden City                                           | I-70 / US 40 à Ellsworth                                                          | 1981  | Ancienne US 156                                                                   |
| K-157  | 3,87          | 6,22          | Rock Springs 4H Center                                             | US 77 près de Junction City                                                       | 1950  |                                                                                   |
| K-161  | 17,00         | 27,36         | US 36 à Bird City                                                  | N-61 à la frontière du Nebraska près de Bird City                                 | 1954  |                                                                                   |
| K-167  | 0,51          | 0,81          | K-96 près de Marienthal                                            | Marienthal                                                                        | 1958  |                                                                                   |
| K-168  | 0,53          | 0,85          | US 56 / K-15 près de Lehigh                                        | Lehigh                                                                            | 1970  |                                                                                   |
| K-170  | 21,76         | 35,02         | K-99 près de Reading                                               | K-31 à Osage City                                                                 | 1957  |                                                                                   |
| K-171  | 4,89          | 7,87          | US 400 / US 69 près de Pittsburg                                   | Route 171 à la frontière du Missouri près d'Opolis                                | 2003  |                                                                                   |
| K-173  | 0,65          | 1,05          | Densmore                                                           | K-9 près de Densmore                                                              | 1956  |                                                                                   |
| K-177  | 102,87        | 165,56        | US 54 près d'El Dorado                                             | US 24 à Manhattan                                                                 | 1964  |                                                                                   |
| K-178  | 3,51          | 5,65          | US 36 près de Seneca                                               | Limites de St. Benedict                                                           | 1957  |                                                                                   |
| K-179  | 11,59         | 18,65         | SH-132 à la frontière de l'Oklahoma à Manchester, OK               | K-2 / K-44 à Anthony                                                              | 1955  |                                                                                   |
| K-181  | 70,22         | 113,01        | K-232 près de Wilson Lake                                          | US 36 / US 281 près de Lebanon                                                    | 1937  |                                                                                   |
| K-182  | 0,91          | 1,47          | US 36 près de Bel Aire                                             | Bel Aire                                                                          | 1955  |                                                                                   |
| K-184  | 1,58          | 2,54          | I-70 / US 24 près de Brewster                                      | Limites de Brewster                                                               | 1955  |                                                                                   |
| K-185  | 0,65          | 1,05          | McFarland                                                          | I-70 / US 40 près de McFarland                                                    | 1955  |                                                                                   |
| K-186  | 1,60          | 2,58          | Menlo                                                              | US 24 près de Menlo                                                               | 1955  |                                                                                   |
| K-187  | 8,00          | 12,87         | K-9 à Centralia                                                    | US 36 près de Seneca                                                              | 1955  |                                                                                   |
| K-188  | 3,10          | 4,99          | Seguin                                                             | US 24 près de Seguin                                                              | 1956  |                                                                                   |
| K-189  | 0,92          | 1,47          | Miltonvale                                                         | US 24 près de Miltonvale                                                          | 1954  |                                                                                   |
| K-190  | 24,17         | 38,90         | US 83 / US 160 près de Satanta                                     | US 160 près de Ryus                                                               | 1954  |                                                                                   |
| K-191  | 1,00          | 1,61          | Centre géographique des États-Unis                                 | US 281 près de Lebanon                                                            | 1954  |                                                                                   |
| K-192  | 16,24         | 26,14         | US 59 près de Winchester                                           | US 73 / K-près de Leavenworth                                                     | 1939  |                                                                                   |
| K-193  | 0,47          | 0,75          | Asherville                                                         | US 24 près d'Asherville                                                           | 1954  |                                                                                   |
| K-194  | 1.580         | 2.543         | Simpson                                                            | US-24 north of Simpson                                                            | 1954  |                                                                                   |
| K-195  | 0,37          | 0,60          | K-31 à Harveyville                                                 | Harveyville                                                                       | 1954  |                                                                                   |
| K-196  | 28,47         | 45,82         | I-135 / US 81 / K-15 près de Newton                                | K-254 près d'El Dorado                                                            | 1937  |                                                                                   |
| K-197  | 2,00          | 3,22          | Industry                                                           | K-15 près d'Industry                                                              | 1957  |                                                                                   |
| K-198  | 0,81          | 1,31          | I-70 / US 40 près de Collyer                                       | Collyer                                                                           | 1958  |                                                                                   |
| K-199  | 0,83          | 1,34          | Courtland                                                          | US 36 près de Courtland                                                           | 1958  |                                                                                   |
| K-204  | 2,12          | 3,41          | US 36 près de Smith Center                                         | US 281 à Smith Center                                                             | 1958  |                                                                                   |
| K-209  | 2,46          | 3,95          | Woodbine                                                           | US 77 près de Woodbine                                                            | 1960  |                                                                                   |
| K-211  | 1,04          | 1,67          | I-70 / US 40 près de Park                                          | Old US 40 aux limites de Park                                                     | 1959  |                                                                                   |
| K-214  | 1,97          | 3,17          | US 75 près de Hoyt                                                 | US 75 près de Hoyt                                                                | 1961  |                                                                                   |
| K-215  | 0,49          | 0,79          | Goessel                                                            | K-15 près de Goessel                                                              | 1952  |                                                                                   |
| K-216  | 0,59          | 0,94          | I-70 / US 40 près de Grinnell                                      | Grinnell                                                                          | 1962  |                                                                                   |
| K-218  | 1,77          | 2,85          | Herington                                                          | K-4 près de Herington                                                             | 1960  |                                                                                   |
| K-223  | 2,62          | 4,21          | K-23 près de la limite des comtés de Decatur et de Sheridan        | K-383 près de Leoville                                                            | 1958  |                                                                                   |
| K-228  | 0,40          | 0,64          | K-128 près d'Ionia                                                 | Ionia                                                                             | 1945  |                                                                                   |
| K-232  | 17,26         | 27,78         | Old US 40 à Wilson                                                 | K-18 près de Lucas                                                                | 1961  |                                                                                   |
| K-233  | 3,48          | 5,60          | US 77 près d'Oketo                                                 | Limites d'Oketo                                                                   | 1961  |                                                                                   |
| K-234  | 0,35          | 0,56          | Hanover                                                            | K-148 près de Hanover                                                             | 1961  |                                                                                   |
| K-236  | 1,54          | 2,47          | US 36 près d'Oneida                                                | Limites d'Oneida                                                                  | 1961  |                                                                                   |
| K-237  | 3,35          | 5,39          | US 24 entre Grantville et Perry                                    | Entrée du Parc d'état de Perry; la route continue sur la rive ouest du Lac Perry. | 1961  |                                                                                   |
| K-238  | 1,43          | 2,31          | US 36 à Elwood                                                     | Airport Road à la frontière du Missouri près de l'Aéroport Memorial Rosecrans     | 1961  |                                                                                   |
| K-239  | 5,68          | 9,14          | US 69 à Prescott                                                   | Route A à la frontière du Missouri près de Prescott                               | 1962  |                                                                                   |
| K-243  | 0,94          | 1,52          | K-148 près de Hanover                                              | Hollenberg Pony Express Station                                                   | 1962  |                                                                                   |
| K-244  | 3,94          | 6,34          | Geary County près de Milford Lake                                  | US 77 / K-57 près de Junction City                                                | 1964  |                                                                                   |
| K-246  | 5,57          | 8,97          | US 75 aux limites de Sabetha                                       | Limites de Morrill                                                                | 1962  |                                                                                   |
| K-247  | 0,12          | 0,20          | Ellis                                                              | I-70 / US 40 près d'Ellis                                                         | 1963  |                                                                                   |
| K-248  | 1,00          | 1,61          | 180 Road près de Kensington                                        | US 36 à Kensington                                                                | 1962  |                                                                                   |
| K-249  | 0,68          | 1,09          | K-99 à Madison                                                     | K-58 à Madison                                                                    | 1963  |                                                                                   |
| K-251  | 3,67          | 5,91          | US 54 / US 400 près de Cheney                                      | CR-556 près du Cheney Reservoir                                                   | 1963  |                                                                                   |
| K-252  | 0,45          | 0,73          | Beverly                                                            | K-18 près de Beverly                                                              | 1964  |                                                                                   |
| K-253  | 0,67          | 1,09          | I-70 / US 24 près d'Edson                                          | Old US 24 à Edson                                                                 | 1966  |                                                                                   |
| K-254  | 27,37         | 44,05         | I-135 / I-235 / US 81 / K-15 / K-96 à Wichita                      | US 54 / US 77 à El Dorado                                                         | 1957  |                                                                                   |
| K-255  | 1,20          | 1,92          | Limites de Victoria                                                | I-70 / US 40 près de Victoria                                                     | 1964  |                                                                                   |
| K-256  | 4,99          | 8,03          | US 56 près de Marion                                               | US 77 près de Marion                                                              | 1985  | Ancien tracé de la US 56                                                          |
| K-258  | 3,90          | 6,28          | Webster Reservoir                                                  | US 24 près de Stockton                                                            | 1964  |                                                                                   |
| K-260  | 3,26          | 5,25          | I-135 / US 81 près de Moundridge                                   | I-135 / US 81 près de Moundridge                                                  | 1966  |                                                                                   |
| K-261  | 1,20          | 1,93          | Parc d'état de Prairie Dog                                         | US 36 près du Parc d'état de Prairie Dog                                          | 1964  |                                                                                   |
| K-264  | 1,03          | 1,62          | Hôpital d'état de Larned                                           | K-156 près de Larned                                                              | 1965  |                                                                                   |
| K-266  | 7,54          | 12,14         | US 36 près de Scandia                                              | Site historique de Pawnee Indian Museum                                           | 1967  |                                                                                   |
| K-267  | 0,84          | 1,35          | I-70 / US 24 près de Kanorado                                      | Kanorado                                                                          | 1966  |                                                                                   |
| K-268  | 9,49          | 15,27         | US 75 / K-31 près de Lyndon                                        | K-68 près de Quenemo                                                              | 1962  |                                                                                   |
| K-276  | 1,38          | 2,23          | Limites d'Olivet                                                   | US 75 près d'Olivet                                                               | 1970  |                                                                                   |
| K-278  | 2,99          | 4,81          | Parc d'état Eisenhower                                             | US 75 / K-31 près de Melvern                                                      | 1970  |                                                                                   |
| K-279  | 0,49          | 0,79          | Hôpital d'état d'Osawatomie                                        | US 169 / K-7 à Osawatomie                                                         | 1972  |                                                                                   |
| K-284  | 5,62          | 9,04          | K-14 près de la limite des comtés de Lincoln et de Mitchell        | Barnard                                                                           | 1972  |                                                                                   |
| K-360  | 3,47          | 5,58          | US 77 près de Winfield                                             | US 160 / K-15 près de Winfield                                                    | 1997  |                                                                                   |
| K-368  | 1,00          | 1,61          | K-268 près de Vassar                                               | Parc d'état de Pomona                                                             | 1962  |                                                                                   |
| K-383  | 74,04         | 119,16        | US 83 / K-23 près de Selden                                        | US 183 près de la frontière du Nebraska près de Woodruff                          | 1981  | Anciennement US 383                                                               |
|        |               |               |                                                                    |                                                                                   |       |                                                                                   |